# بدر بن سلطان بن عبد العزيز آل سعود
بدر بن سلطان بن عبد العزيز آل سعود نائب أمير منطقة مكة المكرمة سابقا. كان يشغل منصب أمير منطقة الجوف منذ 27 فبراير 2018 قبل أن يصدر العاهل السعودي الملك سلمان بن عبد العزيز أمرًا ملكيًا بتعيينه نائبًا لأمير منطقة مكة المكرمة في 27 ديسمبر 2018 حتى 12 ديسمبر 2023.

## الحياة الشخصية
ولد الأمير بدر في عام 1980، والده هو الأمير سلطان بن عبد العزيز، ووالدته هي الأميرة هدى بنت عبد الله بن محمد آل الشيخ، وله ستة أشقاء وهم: نايف، وسعود، ونواف، ومنصور، وعبد الله، والعنود. ومتزوج الأميرة لطيفة بنت أحمد بن عبد العزيز في عام 2015. وله من الأبناء
. الأمير خالد ،الأميرة الجوهرة، والأميرة هيا.